# Afrotritermus turneri
Afrotritermus turneri är en stekelart som beskrevs av Sergey A. Belokobylskij 1999. Afrotritermus turneri ingår i släktet Afrotritermus och familjen bracksteklar. Inga underarter finns listade i Catalogue of Life.